# Poroghi, Iampol
Poroghi (în ucraineană Пороги, transliterat: Porohî) este localitatea de reședință a comunei Poroghi din raionul Iampol, regiunea Vinița, Ucraina.

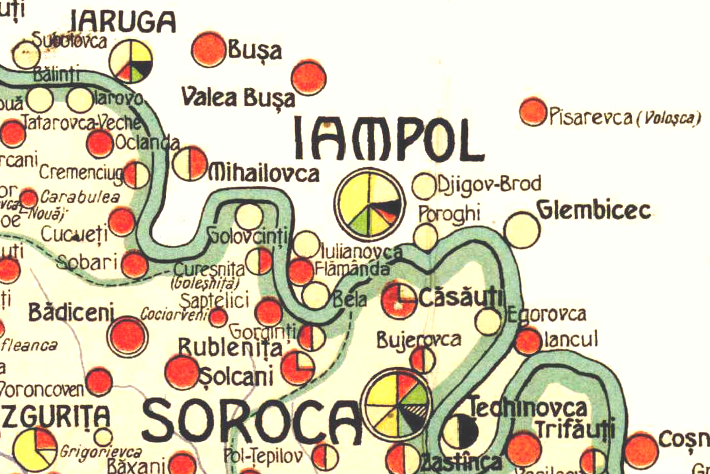
Poroghi la sud-est de Iampol, pe o secțiune din harta etnografică a Basarabiei din 1918 de Alexis Nour.

## Demografie
Componența lingvistică a localității Poroghi
     Ucraineană (98,17%)
     Rusă (1,46%)
     Alte limbi (0,37%)
Conform recensământului din 2001, majoritatea populației localității Poroghi era vorbitoare de ucraineană (98,17%), existând în minoritate și vorbitori de rusă (1,46%).